# Ye Soo-jung
Ye Soo-jung (en hangul 김수정; Seúl, 25 de marzo de 1955) es una actriz surcoreana de cine y televisión.

## Primeros años
Es hija de la también actriz Ae Ran Jeong, una conocida actriz de los años 1950, 60 y 70.
Se graduó de la Universidad de Corea con título en Literatura e Idioma alemán, para luego estudiar en la Universidad Ludwig Maximilian en Múnich, Alemania a finales de 1979. Tras esto, participó de un curso de preparación para actuación en Münchner Volkshochschul.
Está casada con Kim Chang-hwa, con quien tiene una hija: Kim Ye-na, quien es directora de cine. 
Es cuñada del también actor y director Han Jin-hui. Su representación como actriz está a cargo de la agencia S&A Entertainment.

## Filmografía

### Dramas
| Año     | Título                               | Papel                  | Canal     | Notas              | Ref.                 |
| ------- | ------------------------------------ | ---------------------- | --------- | ------------------ | -------------------- |
| 2007    | Goong S                              | Han Sang-gung          | MBC       |                    |                      |
| 2014    | God's Gift                           | Park Ji-young          | SBS       |                    |                      |
| 2016    | On the Way to the Airport            | Ko Eun-hee             | KBS2      |                    |                      |
| 2016    | My Wife's Having an Affair This Week | Madre de Hyeonu        | jTBC      |                    |                      |
| 2016    | My Old Friend                        | Ae Shim                | Naver TV  |                    |                      |
| 2017    | Defendant                            | Myung-Geum-Ja          | SBS       |                    |                      |
| 2017    | Forest of Secrets                    | Madre de Park Moo-sung | tvN       |                    |                      |
| 2017    | Strongest Deliveryman                | Jeong Im               | KBS2      |                    |                      |
| 2017-18 | Prison Playbook                      | Madre de Kim Je-hyeok  | tvN       |                    |                      |
| 2017-18 | Untouchable                          | Park Young-sook        | jTBC      |                    |                      |
| 2018    | Mother                               | Clara                  | tvN       |                    |                      |
| 2018    | Suits                                | Jo Sook-hee            | KBS2      |                    |                      |
| 2018    | The Ghost Detective                  | Madre de Lee Da-il     | KBS2      |                    |                      |
| 2018    | Twelve Nights                        | Lee Lee                | Channel A |                    |                      |
| 2018    | Top Star U-Back                      | Abuela Kang Soon       | tvN       |                    |                      |
| 2019    | Search: WWW                          | Jang Hee-eun           | tvN       |                    |                      |
| 2019    | The Lies Within                      | Médico forense         | OCN       |                    |                      |
| 2019    | Black Dog: Being A Teacher           | Yoon Yeo-hwa           | tvN       |                    |                      |
| 2020    | The Game: Towards Zero               | Sra. Jeong             | MBC       |                    |                      |
| 2020    | A Piece of Your Mind                 | Eun Su-jeong           | tvN       |                    |                      |
| 2020    | SF8: The Prayer                      | Sabina                 | MBC       |                    |                      |
| 2020    | Do You Like Brahms?                  | Na Moon-suk            | SBS       |                    |                      |
| 2021    | Mine                                 | Hermana Emma           | tvN       |                    |                      |
| 2021    | One the Woman                        | Kim Kyung-shin         | SBS       | Aparición especial |                      |
| 2021    | Jirisan                              | Lee Geum-rye           | tvN       | Aparición especial |                      |
| 2022    | Link: Eat, Love, Kill                | Na Chun-ok             | tvN       |                    | [ 5 ]                |
| 2022    | Becoming Witch                       | Oh lak-eul             | TV Chosun |                    | [ 6 ]                |
| 2022    | Insider                              | Shin Dal-soo           | jTBC      |                    | [ 7 ]                |
| 2023    | Revenant                             | Kim Seok-ran           | SBS       |                    | [ 8 ]                |
| 2023-24 | Maestra: Strings of Truth            | Bae Jeong-hwa          | tvN       |                    | [ 9 ] [ 10 ]         |
| 2024    | Dog Knows Everything                 | Ye Soo-jung            | KBS2      |                    | [ 11 ] [ 12 ] [ 13 ] |
| 2025    | Our Movie                            | Kim Jin-yeo            | SBS       |                    | [ 14 ]               |

### Películas
- Boksoon debe morir (2023)
- Project Silence (2023)[15]
- An Old Lady (2020)
- Again (2020)
- Intruder (2020)
- Malmoi (2019)
- Along With the Gods: The Last 49 Days (2018)
- Land of Happiness (2018)
- Her Story (2018)
- Along With the Gods: The Two Worlds (2017)
- Train to Busan (2016)[16]
- The Bacchus Lady (2016)
- With or Without You (2016)
- The Hunt (2016)
- Madonna (2014)
- Thuy (2014)
- Sea Fog (2014)
- Human Addiction (2014)
- The Thieves (2012)
- Hand in Hand (2012)
- The Client  (2011)
- Detective K: Secret Of Virtuous Widow (2011)
- Into the White Night (2009)
- Secret (2009)
- The Room Nearby (2009)
- Like You Know It All (2009)
- The Epitaph (2007)
- Hwang Jin Yi (2007)
- Shadows in the Palace (2007)
- Don't Look Back (2006)
- Shin Sung Il is Lost (2006)
- Save the Green Planet! (2003)

## Premios y nominaciones
| Año  | Categoría                                                    | Premio                     | Trabajo       | Resultado |
| ---- | ------------------------------------------------------------ | -------------------------- | ------------- | --------- |
| 2021 | Best Supporting Actress in a Miniseries Romance/Comedy Drama | 2021 SBS Drama Award       | One the Woman | Nominada  |
| 2021 | Best Actress (Film)                                          | 57th Baeksang Arts Award   | An Old Lady   | Nominada  |
| 2021 | Best Actress (Film)                                          | 26th Chunsa Film Art Award | An Old Lady   | Nominado  |